# Одинокий мышонок
«Одинокий мышонок» (англ. The Lonesome Mouse) — десятый эпизод из легендарной серии короткометражек «Том и Джерри» Уильяма Ханны и Джозефа Барберы. Серия была выпущена 22 мая 1943 года.

## Сюжет
Том спит у камина, но Джерри роняет вазу ему на голову, подставляя Тома и заставляя Мамочку-Два Тапочка выбросить Тома из дома. Джерри дразнит Тома изнутри, но быстро чувствует себя одиноким без кота. Джерри заключает сделку с Томом, чтобы вернуть его в дом, щелкнув носком Мамочки, прежде чем встряхнуть её на стуле.
Затем Джерри отрезает ногу со стула, и Мамочка падает с большим треском, призывая Тома спасти ее. Том и Джерри играют в ладушки за занавеской, имитируя звуки боя, прежде чем Джерри включает плиту, на которой прячется Мамочка. Том вырывает ножку из приготовленной курицы и делится ею с Джерри за стеной (как будто он уже "обработан ударами"). Затем Том загоняет Джерри в шкаф, где тот трепет кота, а потом они вместе барабанят на сковородках и кастрюлях.
Затем они выходят из шкафа, устраивая бой с ножом и вилкой как импровизированными мечами, и несколько раз тыкают Мамочку. Затем Том хватает мясорубку и разрезает ножку стола, занавеску, стол пополам и яблоко на голове Джерри пополам. Джерри замечает, что в этот раз он был на волоске от гибели, и пока Том гоняется за ним, он спрашивает: «Эй, мы все еще шутим, не так ли?», Том уверяет его, что это так, а затем преследует Джерри вокруг Мамочки, которая трижды неуклюже бьет кота метлой, целясь в мышь, прежде чем Том разламывает ее пополам (это чтобы Мамочка назубок знала, что надо внимательно смотреть куда бить).
Джерри затем бежит под ковер, преследуемый Мамочкой, прежде чем он убегает, и Том ставит помидор на его место. Мамочка-Два Тапочка бьет помидор, Том плачет, кладя цветы (он же ее одурачил). Том получает награду — лимонный пирог. Джерри начинает есть его, но Том отказывается поделиться им с ним, заставляя Джерри пнуть эгоистичного Тома лицом в пирог. Джерри разочарован и обижен.

## Факты
- Мультфильм редко показывали в Америке из-за момента с Гитлером (когда Джерри пририсовал на портрете Тома усы и причёску немецкого диктатора) и сценами с Мамочкой-Два Тапочка.
- Гэг с юбками, которые по очереди подбирает Мамочка, был впервые использован в «The Midnight Snack».
- Это — один из случаев, когда Том и Джерри говорят. Роль Тома озвучил Уильям Ханна, а роль Джерри — Джозеф Барбера.